# ジェイク・エーデルスタイン
ジェイク・エーデルスタイン（アデルステインなどとも表記、Jake Adelstein、本名：Joshua Lawrence Adelstein、1969年3月28日 - ）は、米国ミズーリ州出身のユダヤ系アメリカ人のジャーナリスト、ルポライター。元読売新聞社会部記者。ジャパンタイムズやZAITEN誌などに執筆している。

## 来歴
1988年に渡日し上智大学で日本文学を専攻。1992年から外国人初の読売新聞の記者となり、日本の暴力団界のルポに12年間にわたり携わった。
本人いわく、山口組系後藤組組長後藤忠政の米国での肝臓移植手術に際してのFBI取引の件をすっぱ抜こうとしたことを後藤組に察知され、のちに示談の場で脅迫を受けたことから読売新聞社を退社し帰国した。以来、米国と日本の両国において警察当局の保護下にあると自称している。現在は日本在住。
エーデルスタインは、出世作となった『Tokyo Vice』について、取材源の保護のために名前と国籍は変更しているが内容はすべて実際に起きたことであり、何の誇張もしていないと主張しているが、その内容の真実性についてはかねてから多くの疑問が投げかけられており、2022年4月にはハリウッド・レポーター誌に、2023年6月にはベルギーのル・ソワール誌に告発記事が掲載された。暴力団事情に精通するジャーナリストの鈴木智彦は『Tokyo Vice』を「ほぼ信用しておりません」としている。

## 著書
- Tokyo Vice: An American Reporter on the Police Beat in Japan (2009年) ランダムハウス Pantheon Books 
  - 『トウキョウ・バイス ―アメリカ人記者の警察回り体験記―』(2016年、アマゾンドットコムの電子出版 ASIN B01G7EH68G)
  - 『TOKYO VICE』としてテレビドラマ化された。
- 『トロピカルストーム作戦 ―FBIのユダヤ人系日系人の特別捜査官が暴力団組長を米国におびき出すまで―』(2015年、アマゾンドットコムの電子出版)
- 『地獄の沙汰もビットコイン次第: 仮想通貨の闇を追う』(2017年、アマゾンドットコムの電子出版)
- Tokyo Private Eye (2023年) Marchialy 出版 - Tokyo Vice の続編。フランスで刊行[11]。